# Синтаксична класифікація мов
Синтаксична класифікація мов — один з видів типологічної класифікації мов, в її основу покладено синтаксичні відношення — предикативні, які поєднують підмет (суб'єкт) з присудком (предикатом) та їх граматичне вираження, об'єктні, тобто відношення перехідного дієслова і додатку (об'єкта), який отримує особливе граматичне вираження у різних мовах, і атрибутивні, у яких виражається зв'язок означення та означуваного.
Великий внесок у теорію типології зробив академік І. І. Мєщаніновим (1883—1967). Матеріалом для його дослідження послужили мови різної будови від кавказьких до палеоазіатських, які вперше стали об'єктом такого ретельного вивчення.
У результаті своїх досліджень І. І. Мєщанінов розробив синтаксичну типологію мов, яка складається із трьох типів:
- Мови пасивної будови — чукотська та деякі мови індіанців Північної Америки. Як типологічні характеристики цієї будови він висував інкорпорацію, тобто таку синтаксичну побудову, коли ні суб'єкт, ні об'єкт не мають ніякого граматичного оформлення, об'єднуючись в один комплекс, підлеглий ведучому слову. Дієслова в мовах цієї будови не поділяються на перехідні та неперехідні.
- Мови ергативної будови, для яких характерною є ергативна конструкція. ЇЇ особливість у тому, що дієслово-присудок має подвійний синтаксичний зв'язок з підметом — дієслово не лише узгоджується з підметом, але й одночасно керує ним. Граматично це виражається у постановці підмета в особливому, т. зв. ергативному відмінку, чи відмінку діяча, якщо дієслово перехідне, та в абсолютному відмінку, якщо дієслово неперехідне. До мов ергативної будови І. І. Мєщанінов відніс мови Кавказу — аварську, лакську, даргінську, частково грузинську, а також мову басків у Піренеях. Певне приблизне значення про ергативну конструкцію можуть дати речення типу «Твір написано початківцем» чи «Дівчинку врятовано пожежниками», де підмети стоять не у називному, а в непрямому відмінку, тобто приблизно так, як у мовах ергативної будови.
- Мови номінативної будови, для яких основною характеристикою є вживання називного відмінка підмета, незалежно від того, чи є дієслово-присудок перехідним чи ні. До мов номінативної будови вчений зарахував індоєвропейські, тюркські, фіно-угорські та багато інших мов. Таким чином, німецька та українська мови також належать до цього типу.